# 매튜 다우마
매튜 다우마(영어: Matthew Douma 매슈 다우마[*], 1974년 11월 2일 ~ )는 대한민국에서 활동하는 네덜란드계 캐나다인 배우, 영어 교육자이다. 네덜란드인 아버지에게 네덜란드 국적을 승계받아서 캐나다, 네덜란드의 복수국적을 보유하고 있다. 15세 때 태권도를 배우러 대한민국을 처음 방문하였다. 한국인 배우자와 결혼하여 두 딸이 태어났으며 그 중 장녀는 전소미이다. 한국 영주권자(F-5)로서 한국에 정착하여 거주하고 있다.
배우, 영어 교육 컨설턴트, 영어 교재 집필자, 사진작가, 모델, 메이크업 아티스트, 캐나다 국가대표 태권도 시범단, 요리사 등의 여러 직업을 가졌다.

## 출연 작품

### 텔레비전 드라마
- 《킬미힐미》 (2015, MBC) - 제니퍼 양아버지 역
- 《태양의 후예》 (2016, KBS 2) - 블랙불 대위 역
- 《배가본드》 (2019, SBS)

### 영화
- 《마마》 (2011) - 마트 외국인 역
- 《시체가 돌아왔다》 (2012) - Dr. 존슨 역
- 《스파이》 (2013) - 라이언 부하 역
- 《우는 남자》 (2014) - 슬라브 가드 역
- 《국제시장》 (2014) - 미군1 역
- 《서부전선》 (2015) - 미군 장교 역
- 《인천상륙작전》 (2016) - 클라크 역
- 《보통사람》 (2017) - 로이터 마이클 역
- 《창궐》 (2018) - 아란타야귀 역

### 텔레비전 프로그램
- 《해피투게더》(2016, KBS 2) - 게스트
- 《비디오스타》 (2017, MBC 에브리원) - 게스트
- 《진짜 사나이 300》 (2018, MBC) - 고정 출연자
- 《정글의 법칙 in 추크》 (2019, SBS)[4]
- 《어서와 한국은 처음이지?》 - 게스트

## 수상 및 후보
| 연도 | 시상식           | 부문                       | 작품            | 결과 |
| ---- | ---------------- | -------------------------- | --------------- | ---- |
| 2018 | MBC 방송연예대상 | 버라이어티부문 남자 신인상 | 진짜 사나이 300 | 후보 |

## 저서
- 《영어회화 매직 카드 108 (입문편)》 (2004, ISBN 978-89-8220-340-4)
- 《영어회화 매직 카드 108 (도약편)》 (2004, ISBN 978-89-8220-341-1)
- 《CAT ENGLISH》 (2007, ISBN 978-89-955053-8-0)
- 《DOG ENGLISH》 (2007, ISBN 978-89-955053-7-3)
- 《이디엄스 얼라이브》 (2007, ISBN 978-89-955053-9-7)
- 《이디엄 어택 1》 (2012, ISBN 978-89-962405-3-2)
- 《이디엄 어택 2》 (2012, ISBN 978-89-962405-9-4)